# Radio Sauerland

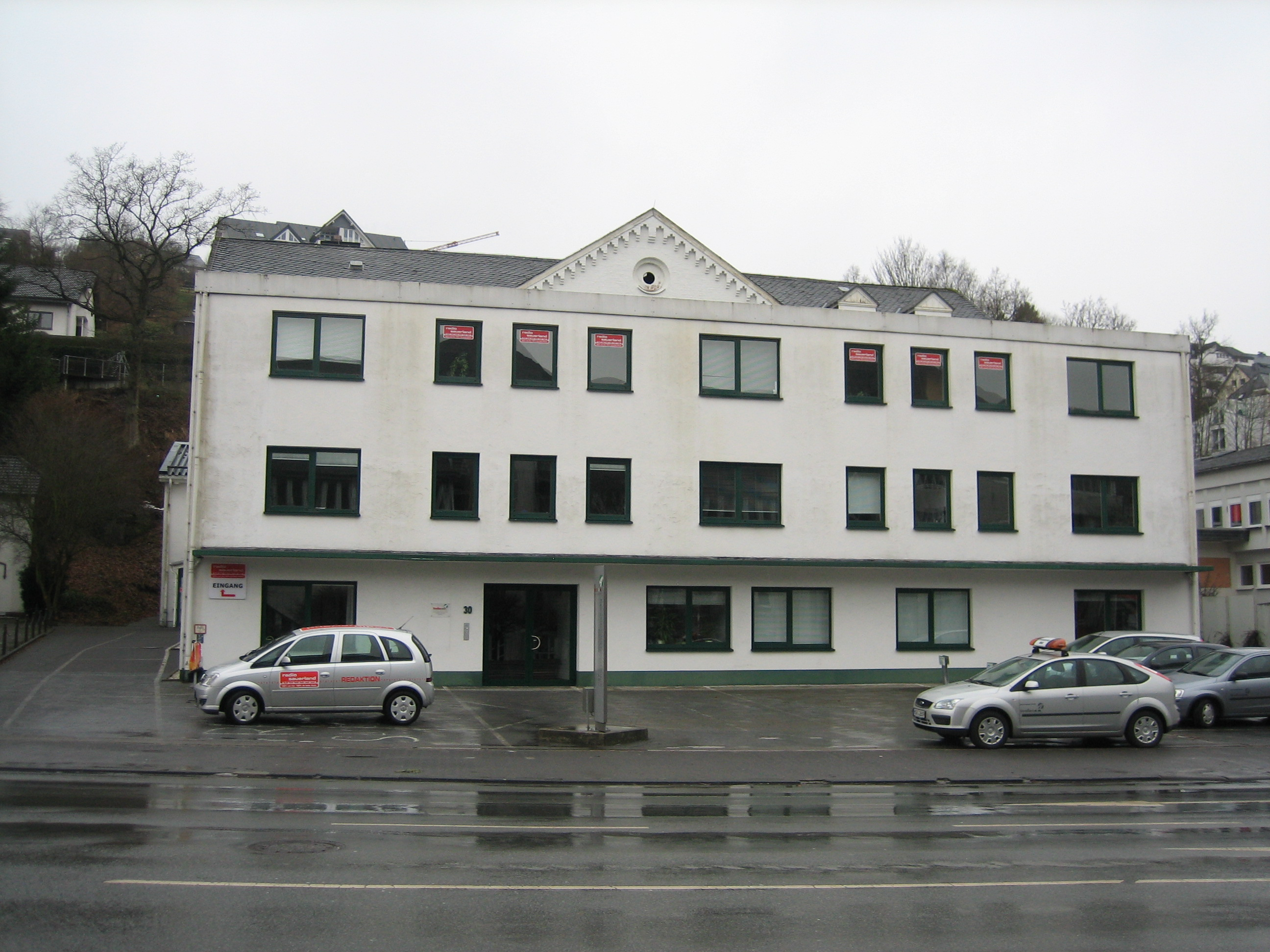
Gebäude von Radio Sauerland in Meschede

Radio Sauerland ist ein Lokalradio für den Hochsauerlandkreis. Radio Sauerland startete am 1. Oktober 1990 mit einem Testprogramm und am 6. Oktober 1990 mit dem offiziellen Sendebetrieb. Der Sender hat seine Lizenz von der Landesanstalt für Medien Nordrhein-Westfalen. Paul Senske war seit dem Gründungsjahr Chefredakteur. Mit seinem Ausscheiden zum 1. Februar 2015 wurde Anke Gebhardt neue Chefredakteurin.

## Programm und Moderatoren
Radio Sauerland sendet von Montag bis Freitag jeweils sieben Stunden Lokalprogramm aus Meschede. Montags bis freitags wird von 6 bis 10 Uhr die Morningshow Radio Sauerland am Morgen mit Carolin Linke und Joelle Hermes ausgestrahlt. Von 15 bis 18 Uhr wird Radio Sauerland am Nachmittag gesendet. Radio Sauerland am Wochenende moderieren Simon Pannock, Sharin Leitheiser, Laura Bender und Simon Brinkmann. Nachrichtenredakteure sind Bettina Bittner, Mechthild Brüne, Laurin John, Sören Sölter und Robin Hoffmann. Chefredakteurin ist Anke Gebhardt.
Eigene Lokalnachrichten, die Topmeldungen aus dem Sauerland, werden werktags zwischen 6.30 Uhr und 09.30 Uhr sowie zwischen 15.30 und 17.30 Uhr und samstags zwischen 8.30 Uhr und 11.30 Uhr jeweils zur halben Stunde gesendet. Dazu gibt es Wetterinformationen und Verkehrsnachrichten. In den lokalen Sendestunden werden überwiegend lokale Berichte, Interviews und Reportagen gesendet. Das übrige Programm und die Welt-Nachrichten zur vollen Stunde werden vom Mantelprogrammanbieter Radio NRW aus Oberhausen übernommen.
Gemäß dem Landesmediengesetz NRW strahlt Radio Sauerland auf seinen Frequenzen auch Bürgerfunk aus. Dieser ist redaktionell nicht Bestandteil des Programms und wird u. a. vom Hochsauerlandwelle eV, und der Medienwerkstatt Sauerland Welle eV Meschede produziert. Montags bis samstags laufen Bürgerfunksendungen von 20 bis 21 Uhr, sonntags und feiertags ab 19.00 Uhr. 
Radio Sauerland wird durch Werbung finanziert. Neben lokaler Werbung, die z. T. auf den jeweiligen Frequenzen in den Altkreisen Brilon, Meschede und Arnsberg separat ausgestrahlt wird, sendet Radio Sauerland auch landesweite Werbung von Radio NRW, die vor den Nachrichten zur vollen Stunde geschaltet wird.

## Unternehmen
Radio Sauerland ist eines von 44 NRW-Lokalradios. Der Sender ist nach dem Zwei-Säulen-Modell aufgebaut. Es gibt eine Veranstaltergemeinschaft (eine Säule) und eine Betriebsgesellschaft (zweite Säule). Die Veranstaltergemeinschaft für Lokalfunk im Hochsauerlandkreis „Radio Sauerland“ e. V. ist nach dem Landesmediengesetz NRW die Veranstalterin des Programms und Arbeitgeberin der redaktionellen Mitarbeiter. Mitglieder der Veranstaltergemeinschaft sind Vertreter der gesellschaftlich relevanten Gruppen (z. B. Kirchen, Gewerkschaften, Arbeitgeberverband, Kreisjugendring, Kreissportbund, Journalistenverbände) Vorsitzender der Veranstaltergemeinschaft „Radio Sauerland e. V.“ ist Ferdi Lenze. Stellvertretende Vorsitzenden sind Ulrich Biene und Ulrich Bork, zugleich Geschäftsstellenleiter.
An der Betriebsgesellschaft „Radio Hochsauerlandkreis mbH&Co.KG“ sind die Funke Mediengruppe mit 75 Prozent, ein Treuhänder mit 21,11 Prozent und der Hochsauerlandkreis mit 3,89 Prozent beteiligt. Vermarktungsaufgaben im Bereich Radio-Werbung wurden an Westfunk ausgelagert.

## Reichweite
Gemäß der Reichweitenanalyse E.M.A. NRW 2025 I erzielte Radio Sauerland beim Wert „Hörer gestern“ (Montag bis Freitag) eine Quote von 26 %. Demnach schalten täglich etwa 58.000 Hörer ihr Lokalradio für den Hochsauerlandkreis ein. In der sogenannten Kernzielgruppe der Hörer zwischen 14 und 49 Jahren erreicht der Sender ebenfalls 28 %, das sind knapp 30.000 Personen.
Damit ist das Radio mit einem Marktanteil von 25 % erneut Marktführer im Hochsauerlandkreis vor der öffentlich-rechtlichen Konkurrenz von 1Live, WDR 2 und WDR 4. Mit 24 % Marktanteil erreicht Radio Sauerland auch in der Zielgruppe 14–49 den Top-Wert im gesamten Sendegebiet.
Die Verweildauer im Programm (durchschnittliche Hördauer in Minuten) liegt bei 186 Minuten, pro Stunde erreicht der Sender eine Quote von 8 %, das sind ca. 18.000 Hörer.
Die meistgehörte Morgensendung im Hochsauerlandkreis ist „Radio Sauerland am Morgen“ mit Carolin Linke und Joëlle Hermes in der Woche zwischen 06.00 und 10.00 Uhr.

## Empfang
Radio Sauerland sendet mit sieben Sendern auf sechs UKW-Frequenzen:
- 89.1 Sender Beerenberg: Leistung 200 Watt, für Schmallenberg und Eslohe
- 94.8 Sender Bülberg (Obermarsberg): Leistung 100 Watt, für Marsberg
- 96.2 Sender Langer Berg (Antfeld): Leistung 400 Watt, für Olsberg, Bestwig und Brilon
- 104.9 Sender Klause: Leistung 100 Watt, für Meschede und Bestwig
- 106.5 Sender Bollerberg: Leistung 500 Watt, für Winterberg, Medebach und Hallenberg
- 106.5 Sender Mariannhill Schule Arnsberg: Leistung 250 Watt, für Arnsberg
- 107.6 Sender Frickenberg: Leistung 500 Watt, für Sundern

Durch die geografisch bedingte Lage liegt die technische Reichweite über UKW im Hochsauerlandkreis nur bei etwa 75 %. Besonders im Altkreis Brilon gibt es Störungen durch andere Sender (vor allem aus den Niederlanden), die auf den gleichen Frequenzen senden. Seit Mai 2016 wird der Betrieb der UKW-Frequenzen durch den Anbieter UPLINK Network GmbH aus Düsseldorf verantwortet, der im Rahmen einer Marktliberalisierung des Bundespost-Nachfolgers Media Broadcast ersetzte. Außerdem ist Radio Sauerland über Webradio empfangbar, über die App, den Radioplayer und Amazon Echo.